# Jeffrey M. Smith
Jeffrey M. Smith né en 1958, est un essayiste américain, connu pour sa participation au débat sur les organismes génétiquement modifiés.

## Biographie
En 2003, il fait paraître Seeds of Deception et en 2007 Genetic Roulette. En 2012, il produit et réalise l'adaptation à l'écran de son livre homonyme Genetic Roulette, un film documentaire dont la narration est assurée par Lisa Oz et critique sur les organismes génétiquement modifiés. Smith est le directeur exécutif de l'Institute for Responsible Technology et le directeur de Campaign for Healthier Eating in America.",,.

## Publications
- Seeds of Deception, 2003
- Genetic Roulette, 2007

## Filmographie
- Genetic Roulette